# Campeonato Mundial de Tiro con Arco al Aire Libre de 1977
El XXIX Campeonato Mundial de Tiro con Arco al Aire Libre se celebró en Canberra (Australia) entre el 8 y el 11 de febrero de 1977 bajo la organización de la Federación Internacional de Tiro con Arco (FITA) y la Federación Australiana de Tiro con Arco.

## Medallistas

### Masculino
| Evento                  | Oro                                                        | Plata                                                            | Bronce                                                     |
| ----------------------- | ---------------------------------------------------------- | ---------------------------------------------------------------- | ---------------------------------------------------------- |
| Arco recurvo individual | Richard McKinney Estados Unidos                            | Takashi Kamei Japón                                              | Leandro De Nardi · Italia                                  |
| Arco recurvo por equipo | Richard McKinney Darrell Pace Edwin Eliason Estados Unidos | Leandro De Nardi · Giancarlo Ferrari · Sante Spigarelli · Italia | Takashi Kamei Takayoshi Matsushita Hiroshi Michinaga Japón |

### Femenino
| Evento                  | Oro                                                   | Plata                                                   | Bronce                                              |
| ----------------------- | ----------------------------------------------------- | ------------------------------------------------------- | --------------------------------------------------- |
| Arco recurvo individual | Luann Ryon Estados Unidos                             | Jadwiga Szoszler-Wilejto · Polonia                      | Irene Daubenspeck Estados Unidos                    |
| Arco recurvo por equipo | Luann Ryon Irene Daubenspeck Ruth Rowe Estados Unidos | Zebiniso Rustamova Lamo Dashirabdanova Ala Rulenko URSS | Carole Toy Maureen Adams Shirley Chessher Australia |

## Medallero
| Núm. | País           | Oro | Plata | Bronce | Total |
| ---- | -------------- | --- | ----- | ------ | ----- |
| 1    | Estados Unidos | 4   | 0     | 1      | 5     |
| 2    | Italia         | 0   | 1     | 1      | 2     |
| 2    | Japón          | 0   | 1     | 1      | 2     |
| 4    | Polonia        | 0   | 1     | 0      | 1     |
| 4    | URSS           | 0   | 1     | 0      | 1     |
| 6    | Australia      | 0   | 0     | 1      | 1     |
|      | TOTAL          | 4   | 4     | 4      | 12    |